# Ubiquam
Ubiquam (korejsky 유비캄) byla společnost specializující se na výrobu mobilních telefonů a působila na celosvětovém trhu. Ubiquam svou činnost zahájil v roce 2002 a brzy se stal jedním z nejvýznamnějších výrobců mobilních telefonů v Jižní Koreji.
Mezi nejvýznamnější telefony vyráběné tímto výrobcem patřily například modely U-400, U-520 a U-800. Výrobce se zaměřoval především na střední třídu mobilních telefonů a snažil se nabízet co nejlepší poměr ceny a kvality.
V průběhu let se však trh s mobilními telefony neustále vyvíjel a konkurence stále narůstala, což mělo za následek postupné zhoršování finanční situace společnosti. Nakonec se v roce 2016 rozhodli majitelé společnosti ukončit její činnost a výrobu mobilních telefonů.

## Seznam telefonů a jiných zařízeních
Ubiquam vytvořil celkově 13 různých mobilních telefonů mezi lety 2004-2010.
Série L
1. Ubiquam L-210 Skylink (2009) 

Série U
1. Ubiquam U-100 (Červenec 2004) 

2. Ubiquam U-105 (Červenec 2004) 

3. Ubiquam U-200 (Květen 2005) 

4. Ubiquam U-300 (Červen 2005) 

5. Ubiquam U-400 (2006) 

6. Ubiquam U-520 (Duben 2007) 

7. Ubiquam U-700 (2009) 

8. Ubiquam U-800 (2008) 

9. Ubiquam U-900 (Září 2010)
Série UF
1. Ubiquam UF-300 (2009)
Jiné série
1. Ubiquam Trun Key Solution PTT_Phone (Srpen 2004)
Jiná zařízení
1. Ubiquam UM-100 (Červenec 2004)
2. Ubiquam UM-200 (Leden 2005)
3. Ubiquam UM-300 (2006)

## Spolupráce sU:fonem
V roce 2007 hledal český operátor U:fon nový přístroj pro svou nabídku a zvažoval možnost začlenit do ní telefon Ubiquam U-520. Nakonec se však rozhodl pro jiné přístroje a U-520 se do nabídky nedostal. V roce 2008 se však podařilo začlenit do nabídky telefon Ubiquam U-400. Další telefon značky v nabídce U:fonu byl model U-300, který byl uveden rovněž v roce 2008. V roce 2009 se U:fon na svém Facebook profilu zeptal svých návštěvníků, zda by měli zájem o nový model Ubiquam U-800. Hlasování skončilo výsledkem, že o nový model není zájem.